# Дудле
Дудле је насељено место у Босни и Херцеговини у општини Коњиц у Херцеговачко-неретванском кантону које административно припада Федерацији Босне и Херцеговине. Према попису становништва из 1991. у насељу је живјело 97 становника.

## Становништво
По последњем службеном попису становништва из 1991. године, у насељу Дудле живело је 97 становника. Већина становника су били Муслимани.
| Националност       | 1991.       | 1981. | 1971. |
| Муслимани          | 96 (98,97%) |       |       |
| остали и непознато | 1 (1,03%)   |       |       |
| Укупно             | 97          |       |       |